# Ukyo Sasahara

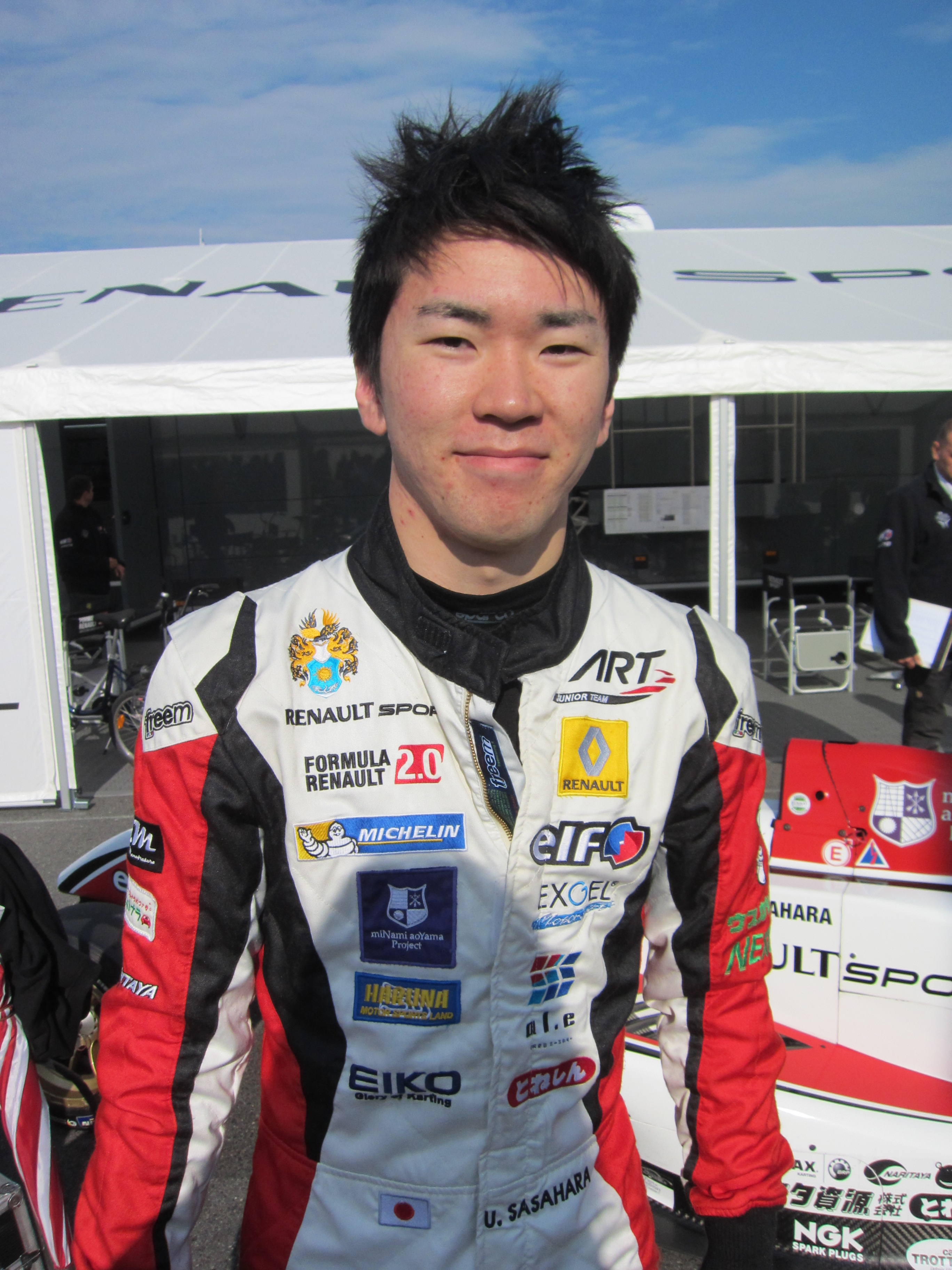
Ukyo Sasahara

Ukyo Sasahara (Japans: 笹原 右京, Sasahara Ukyō) (Numata, 24 april 1996) is een Japans autocoureur.

## Carrière
Sasahara begon zijn autosportcarrière in het karting in 2003. Hij won verschillende nationale titels waaronder het JAF All Japan Championship en de Rotax Max Challenge Junior Grand Final in 2009. In 2011 won hij een tweede titel in deze klasse en in 2012 werd hij kampioen in de Central Eastern European Rotax Max Challenge Senior.
In 2013 stapte Sasahara over naar het formuleracing, waarbij hij uitkwam in de Formule Renault 2.0 Alps voor het team Euronova Racing. Met een zesde plaats op het Misano World Circuit Marco Simoncelli als beste resultaat werd hij dertiende in het kampioenschap met 32 punten. Daarnaast reed hij ook twee raceweekenden in de Eurocup Formule Renault 2.0 als gastrijder voor Euronova.
In 2014 bleef Sasahara rijden voor Euronova Racing, maar stapte hij over naar de Formule Renault 2.0 NEC. Hij behaalde één podiumplaats tijdens de eerste race van het seizoen op het Autodromo Nazionale Monza en werd uiteindelijk met 191 punten zesde in de eindstand. Daarnaast reed hij ook in het eerste raceweekend van het Italiaanse Formule 4-kampioenschap op de Adria International Raceway voor Euronova als vervanger van de zieke Andrea Fontana. Na een vijfde plaats in de eerste race won hij de tweede race door de latere kampioen Lance Stroll te verslaan.
In 2015 stapte Sasahara over naar het ART Junior Team om deel te nemen aan zowel de Eurocup Formule Renault 2.0 als de Formule Renault 2.0 NEC. In de Eurocup won hij één race op Spa-Francorchamps en werd met drie andere podiumplaasen zevende in het kampioenschap met 116 punten. In de NEC won hij de eerste race van het seizoen op Monza om er later op de Nürburgring een tweede overwinning aan toe te voegen. Hij werd met nog zes andere podiumplaatsen en 296 punten derde in het kampioenschap acher Louis Delétraz en Kevin Jörg.
In 2016 had Sasahara oorspronkelijk geen racezitje. Wel werd later in het seizoen bekend dat hij tijdens de raceweekenden op Spa-Francorchamps en het Autodromo Enzo e Dino Ferrari zijn Formule 3-debuut ging maken in het Europees Formule 3-kampioenschap voor het team ThreeBond with T-Sport als vervanger van de eerder in het seizoen vertrokken Arjun Maini.